# Saarentaanjärvi
Saarentaanjärvi är en sjö i kommunen Somero i landskapet Egentliga Finland i Finland. Arean är 43 hektar och strandlinjen är 6,53 kilometer lång. Sjön  ingår i Pemar å huvudavrinningsområde.   Den ligger omkring 67 kilometer öster om Åbo och omkring 96 kilometer nordväst om Helsingfors. 
I sjön finns ön Koirasaari. Saarentaanjärvi ligger öster om Pusulanjärvi och Rautelanjärvi. 